# José Armenteros
José Alexis Armenteros Suárez, (* 13. prosince 1992 v Cienfuegosu, Kuba) je kubánský zápasník – judista.

## Sportovní kariéra
Připravuje se v Havaně pod vedením Justa Nody. Po olympijských hrách v Londýně nahradil v reprezentaci Oreidise Despaignea. Jeho osobní technikou je seoi-nage a sode-curikomi-goši. V roce 2016 startoval na olympijských hrách v Riu. V úvodním kole vybodoval technikou joko-guruma obhájce stříbrné olympijské medailie Tüvšinbajara, ale ve druhém kole nenašel recept na judo Egypťana Ramadána Dervíše a skončil bez umístění.

### Vítězství
- 2015 - 1x světový pohár (Minsk)

## Výsledky
| Olympijské hry          |    | — |     |    |     | úč. |  |  |  |  |  |  |  |  |  |  |  |  |  |  |  |
| Mistrovství světa       | —  |   | úč. | 2. | úč. |     |  |  |  |  |  |  |  |  |  |  |  |  |  |  |  |
| Panamerické hry         | —  |   |     |    | 3.  |     |  |  |  |  |  |  |  |  |  |  |  |  |  |  |  |
| Panamerické mistrovství | —  | — | 2.  | 1. | 1.  | 1.  |  |  |  |  |  |  |  |  |  |  |  |  |  |  |  |
| MS juniorů              | 1. |   |     |    |     |     |  |  |  |  |  |  |  |  |  |  |  |  |  |  |  |